# Damir Džumhur
Damir Džumhur (født 20. maj 1992 i Sarajevo) er en bosnisk tennisspiller.
Han repræsenterede Bosnien-Hercegovina under Sommer-OL 2016 i Rio de Janeiro, der blev han slået ud i første runde i singel.